# Concordia (helgon)
Concordia, död 258, var amma åt Hippolytus. De flesta av upplysningarna kring hennes liv är legendartade.